# Čimelice (zámek)
Zámek Čimelice je barokní šlechtické sídlo ve stejnojmenné obci v okrese Písek v Jihočeském kraji.

## Popis
Zámecká budova je obklopená anglickým parkem. Samotný zámek je rozvržen na trojkřídlém půdorysu s jedním nadzemním patrem, pouze střední, poněkud zasunutá část, má patra dvě.
Západním směrem od zámku vede cesta alejí spojující čimelický zámek s nedalekým zámkem v Rakovicích.

## Historie

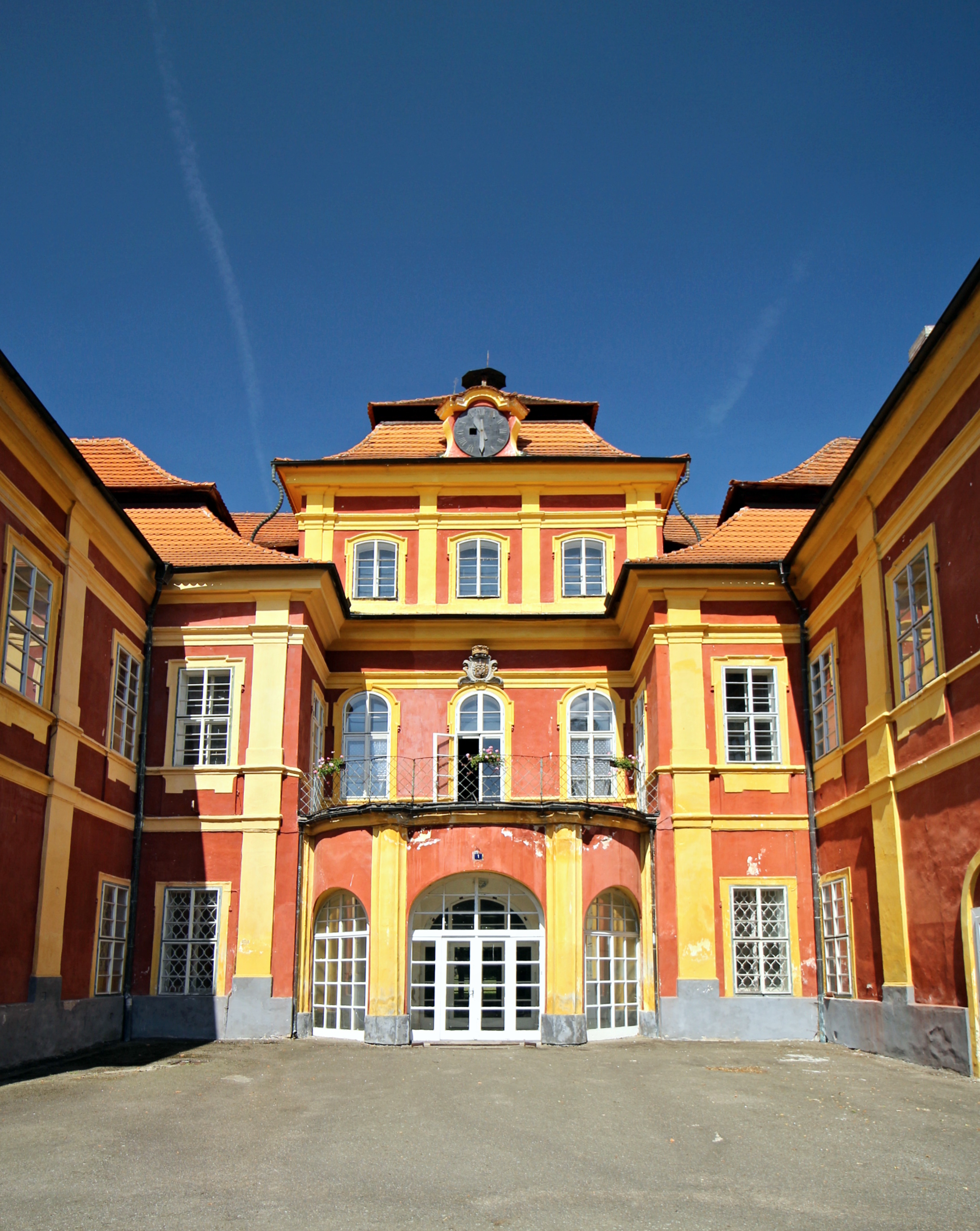
Průčelí zámku

V areálu dnešního parku stávala tvrz, která je součástí severní části dnešního zámku. První zmínka o tvrzi držení rodu Vrábských je z roku 1483. Bratři Hynek a Kerunk Vrábští prodali tvrz v roce 1543 Deymům ze Stříteže. Po smrti bratrů Petra a Aleše Deymů pak panství často měnilo majitele, a to až do roku 1685, kdy je v dražbě získal Jan Jindřich hrabě z Bissingenu.

Po něm panství převzal jeho syn Karel Bohumil z Bissingenu, hejtman Prácheňského kraje. Tomu se ekonomicky dařilo, a v letech 1728–1730 nechal vystavět nový barokní zámek podle plánu česko-italského architekta Marcantonia Canevalleho a stará tvrz byla přeměněna na sýpku. Tuto etapu dějin zámku připomíná erb Karla Gottlieba svob. pána z Bissingenu z roku 1728 na hlavním průčelí s nápisem 
| „ | CARL GOTTLIEB FREYHERR V: BISSINGEN | “ |

V roce 1767 byl zámek zasažen požárem. Při následné rekonstrukci přibyly věžičky k postranním křídlům. O 15 let později vdova po Karlu Bissingenovi, hraběnka Apolonie odkázala Čimelice svému bratrovi hraběti Prokopu Vratislavovi z Mitrovic. Ten prodal statek svému synovci hraběti Josefu Vratislavovi. Po jeho smrti v roce 1830 panství připadlo jeho manželce Gabriele rozené Desfoursové a v roce 1842 její dceři Josefíně s manželem Karlem II. ze Schwarzenbergu. V roce 1850 se správy panství ujal její syn, Karel III. ze Schwarzenbergu a jeho potomci drželi zdejší panství až do roku 1948, kdy jim byl násilně odebrán komunisty.

### 20. století a současnost
V době socialismu v zámeckých prostorách sídlila střední průmyslová škola filmová a po roce 1989 byl zámek opět navrácen Schwarzenbergům. Ti jej za státní podpory postupně opravují.